# Taylorsville (Indiana)
Taylorsville est une census-designated place située dans le comté de Bartholomew, dans l’État de l'Indiana, aux États-Unis. Lors du recensement de 2020, elle compte 867 habitants.